# Nicolás Cotoner i Cotoner
Nicolás Cotoner y Cotoner (Palma, Mallorca, 1905 - Madrid, 6 de març de 1996) va ser un militar i aristòcrata mallorquí de la Casa de Cotoner, XXII marquès de Mondéjar, VII marquès d'Ariany, XXIII comte de Tendilla, cavaller de l'Orde de Malta i Gran d'Espanya, cap de la Casa de Sa Majestat el Rei Joan Carles I, des de 1975 a 1990.

## Biografia
Llicenciat en dret, va ser tinent de complement durant la Guerra Civil espanyola, i va arribar al grau de general de cavalleria després d'incorporar-se en aquesta arma i estudiar en l'Acadèmia de Cavalleria de Valladolid. El 1955 va heretar el títol de comte de Tendilla i va ser assignat com a preceptor del llavors Príncep d'Astúries, Joan Carles de Borbó com a professor d'equitació i per al seu ingrés en l'Acadèmia Militar de Saragossa. Aquest el va nomenar cap de la Casa de la Casa de Sa Altesa Reial el Príncep d'Espanya, com a hereu al tron el 1964, per a onze anys més tard, a la mort de Franco i amb l'ascens al tron com rei d'Espanya, ser nomenat Cap de la Casa Civil el 2 de desembre de 1975, càrrec en el qual va romandre fins al 22 de gener de 1990, sent substituït per Sabino Fernández Campo.
El rei d'Espanya l'ha considerat sempre com a «pare adoptiu» i «fidel conseller». Va viure al costat del monarca tot el procés de la Transició i va mantenir una actitud activa de suport al rei durant el fracassat cop d'Estat de 1981, facilitant els contactes entre la Corona i els diferents comandaments de l'Exèrcit. Va ser, a més, enllaç entre Joan Carles i el seu pare, Joan de Borbó i Battenberg, exiliat a Portugal, en moments crítics tals com la posició del Príncep d'Astúries en la successió a la Prefectura de l'Estat després de la mort del dictador, general Franco. Va mantenir el títol honorífic de Cap de la Casa del Rei.
El rei li va concedir el Toisó d'Or que li va ser atorgat en 1977. El 1985 va rebre la Medalla d'Or de la Comunitat Autònoma de les Illes Balears i el 1990 li va ser concedida la Creu de Sant Jordi de la Generalitat de Catalunya.